# Coelioxys tegularis
Coelioxys tegularis là một loài Hymenoptera trong họ Megachilidae. Loài này được Cresson mô tả khoa học năm 1869.